# Хуан Альмейда Боске
Хуан Альмейда Боске (ісп. Juan Almeida Bosque; 27 лютого 1927 — 11 вересня 2009) — кубинський політик, соратник Фіделя Кастро, командувач кубинської революції, заступник голови Державної ради Куби і член політбюро країни.

## Біографія
Альмейде народився на Кубі 27 лютого 1927. Альмейда став одним з перших, хто долучився до лав революціонерів, з юних років бився проти диктатури Батисти до 1 січня 1959 року, коли режим був повалений. Керівні пости Боске займав від початку створення революційного уряду, і був єдиним чорношкірим діячем у кубинській верхівці. Він завжди був поряд з Фіделем Кастро доти, поки той за станом здоров'я не залишив посаду очільника держави і не передав кермо влади своєму братові Раулю.
Хуан Альмейда Боске помер у Гавані від серцевого нападу у віці 82 років. У зв'язку з кончиною Альмейде в країні декретом уряду оголошений національний траур. Відповідно до останньої волі Альмейди, його останки не виставили народу для прощання. Він похований з почестями в Мавзолеї III Східного Фронту Маріо Муньос Монрої.